# Pedioplanis namaquensis
Espèce
Synonymes
- Eremias namaquensis Duméril & Bibron, 1839

Pedioplanis namaquensis est une espèce de sauriens de la famille des Lacertidae.

## Répartition
Cette espèce se rencontre dans le sud de l'Angola, en Namibie, au Botswana et dans l'ouest de l'Afrique du Sud.

## Étymologie
Son nom d'espèce, composé de namaqu[aland] et du suffixe latin -ensis, « qui vit dans, qui habite », lui a été donné en référence au lieu de sa découverte, le Namaqualand.

## Publication originale
- Duméril & Bibron, 1839 : Erpétologie Générale ou Histoire Naturelle Complète des Reptiles. vol. 5, Roret/Fain et Thunot, Paris, p. 1-871 (texte intégral).